# 923 Herluga
923 Herluga, asteroid glavnog pojasa. Otkrio ga je Karl Wilhelm Reinmuth, 30. rujna 1919.

## Vanjske poveznice
- Minor Planet Center